# Lupinus ballianus
Lupinus ballianus är en ärtväxtart som beskrevs av Charles Piper Smith. Lupinus ballianus ingår i släktet lupiner, och familjen ärtväxter. Inga underarter finns listade i Catalogue of Life.